# Luče, Grosuplje
Luče so naselje v Občini Grosuplje.